# Рыжанков, Николай Алексеевич
Николай Алексеевич Рыжанков (род. 14 марта 1932, деревня Гладково, Чаусский район. Умер 8 декабря 1994) — белорусский скульптор-монументалист. Заслуженный деятель искусств Республики Беларусь (1994).

## Биография

### Детство
С раннего детства Николаю Рыжанкову довелось пережить утрату самых близких ему людей: через год из жизни ушла мать, воспитанием занимался отец, но когда будущему скульптору было 10 лет из жизни ушёл отец. Он героически погиб под Москвой в 1942 году.

"Заботу обо мне и моей судьбе на свои плечи взяла бабушка Дарья, мать моего отца. Она не только заменила мне родителей, целиком отдав в моё воспитание щедрость своего сердца и любовь, но и вывела каждого из нас на жизненный путь, как у нас говорят — «Поставила на ноги», — С вниманием, теплотой и волнением в голосе упоминает Н. Рыжанков.

Образ этой простой и в то же время мужественной белорусской женщины уже навсегда будет сопровождать художника в его творческой жизни и станет со временем прототипом одной из скульптурных композиций «Не вярнулися», посвящённой всем женщинам-матерям, которые пережили страшное бремя войны и потеряли своих близких.

### Молодость
После школы сам поступил в Ленинградское Высшее художественно-промышленное училище имени В. Мухиной (в настоящем — Художественное училище А. Л. Штиглица в Санкт-Петербурге), которое окончил в 1960 г. Участник художественных выставок с 1960 года. Член Белорусского союза художников с 1966 года. Работал в монументальной и станковой скульптуры. Основная тема творчества — героическая история белорусского народа. Произведения определяются свободной, но сдержанной моделировкой форм, разнообразием образно-пластических средств. Среди монументальных работ — памятники в честь победы русских войск в 1812 г. на р. Березине под Борисовом, Герою Советского Союза Л. М. Доватору в деревне Хотино Бешенковичского района Витебской области, партизану М. Гойшику в деревне Михновичи Ивацевичского района, монумент в честь советской матери-патриотки (Жодино), памятник М. Горькому в одноимённом парке в Минске, памятник-бюст Герою Советского Союза и Герою Социалистического Труда К. П. Орловскому в д. Мышковичи Кировского района. Автор станковых композиций «Война 1812 г.», «Партизаны», «Дети»; рельефов «Путь героя», «Навеки вместе», дважды Героя Советского Союза К. К. Рокоссовского и др.
Создал ряд памятных медалей.

## Награды и звания
- Заслуженный деятель искусств Республики Беларусь (1994) — за заслуги в развитии и пропаганде монументального искусства[1].
- Лауреат Государственной премии СССР (1977) — за монумент в честь Матери-патриотки Куприяновой в Жодино.

## Работы
- Монумент в честь советской матери-патриотки Куприяновой в Жодино, скульпторы А. Заспицкий, И. Миско, Н. Рыженков, архитектор О. Трофимчук — Государственная премия СССР;
- Памятник в честь победы русских войск в 1812 году на реке Березина под Борисовом; Сражение на Березине.
- Памятник Максиму Горькому, установленный в одноимённом парке Минска в 1981 году. Скульпторы А. Заспицкий, И. Миско, Н. Рыженков, архитектор О. Трофимчук.
- Юбилейная медаль «40 ЛЕТ СО ДНЯ ОСВОБОЖДЕНИЯ БЕЛОРУССИИ 1944—1984»(1984 г.);
- Скульптура рабочего на станции «Пролетарской» Минского метрополитена (1990 г.);
- Известна анималистическая работа скульптора на Минском фарфоро-фаянсовом заводе — статуэтка «Тигр», датированная 1962 годом. Других работ мастера в фарфоре пока не найдено.
- Автор композиций «Война 1812 года», «Партизаны», «Новое Полесье» и др.
- Памятник Герою Советского Союза Л.Доватору, партизану Н.Гойшику;